# Vänd ditt ansikte till mig
Vänd ditt ansikte till mig är en sång med text från 1730 av Charles Wesley, den svenska översättningen/textbearbetningen är gjord 1959 av Judit Kristina Ordell. I Frälsningsarméns sångbok finns sången med 2 olika melodier.
Texten är skyddad av upphovsrätt.

## Publicerad i
- Frälsningsarméns sångbok 1968 som nr 226 med en engelsk melodi kallad "Wells" under rubriken "Helgelse".
- Frälsningsarméns sångbok 1990 som nr 477a med musik av Svea Tyndal under rubriken "Ordet och bönen". (melodin används ibland även till sången Klippa, du som brast för mig).
- Frälsningsarméns sångbok 1990 som nr 477b med en engelsk melodi kallad "Wells" under rubriken "Ordet och bönen".